# Knud Degn
Knud Oluf Jessen Degn (* 11. Mai 1880 in Esbønderup; † 16. Mai 1965 in Kopenhagen) war ein dänischer Segler.

Segelriss einer 6mR-Yacht nach der Second Rule von 1919

## Erfolge
Knud Degn, der für den Kongelig Dansk Yachtklub segelte, nahm an den Olympischen Spielen 1924 in Paris in der 6-Meter-Klasse teil. Dabei war er neben Christian Nielsen Crewmitglied der Bonzo von Skipper Vilhelm Vett, die die in Le Havre stattfindende Regatta auf dem zweiten Rang hinter dem von Anders Lundgren angeführten norwegischen Boot Elisabeth V und vor der Willem-Six aus den Niederlanden mit Skipper Joop Carp abschloss, womit sie die Silbermedaille gewannen.